# PLM Jf 181352–185351
Die zweiachsigen gedeckten Güterwagen der Gattung Jf mit den Nummern 181352–185351 wurden ab 1915 von National Steel Car in Kanada für die französische Chemins de fer de Paris à Lyon et à la Méditerranée (PLM) gebaut.

## Geschichte
Zwischen 1907 und 1923 entstanden fast 15.000 Güterwagen dieser Gattung. Die meisten wurden in kleineren Serien von vielen verschiedenen Wagenbauanstalten in Frankreich und Belgien gebaut. Da während des Ersten Weltkrieges, aufgrund der damit verbundenen Zerstörung der Infrastruktur, keine Möglichkeit bestand, benötigte Wagen in einheimischen Werkstätten fertigen zu lassen, bestellte die PLM 1915 bei der kanadischen National Steel Car Co. in Ontario 4000 Stück, die zwischen 1917 und 1920 geliefert wurden. Die Einzelteile der Wagen wurden aus Kanada verschifft und in Frankreich fertig zusammengebaut.
Das Fahrgestell war aus Stahl, der Aufbau bestand aus einem Stahlrahmen mit Eichen- und Kiefernholzverkleidung. Das Bremserhaus war komplett aus Eichenholz.
Die Gattungsbezeichnung wurde 1921 in KKf geändert, ab 1926 in KKwf. Die Nummerierung der Wagen blieb jedoch unverändert. Nach 1933 musste bei einigen Wagen das Bremserhaus demontiert und durch eine Plattform ersetzt werden. Diese erhielten danach die Bezeichnung KKwf2.

## Modelle
Der französische Modellbahnhersteller REE Modèles fertigt Modelle dieser Bauart für Nenngröße H0.